# Oryctes ranavalo
Oryctes ranavalo är en skalbaggsart som beskrevs av Charles Coquerel 1852. Oryctes ranavalo ingår i släktet Oryctes och familjen Dynastidae. Inga underarter finns listade i Catalogue of Life.